# Hoboken, New Jersey

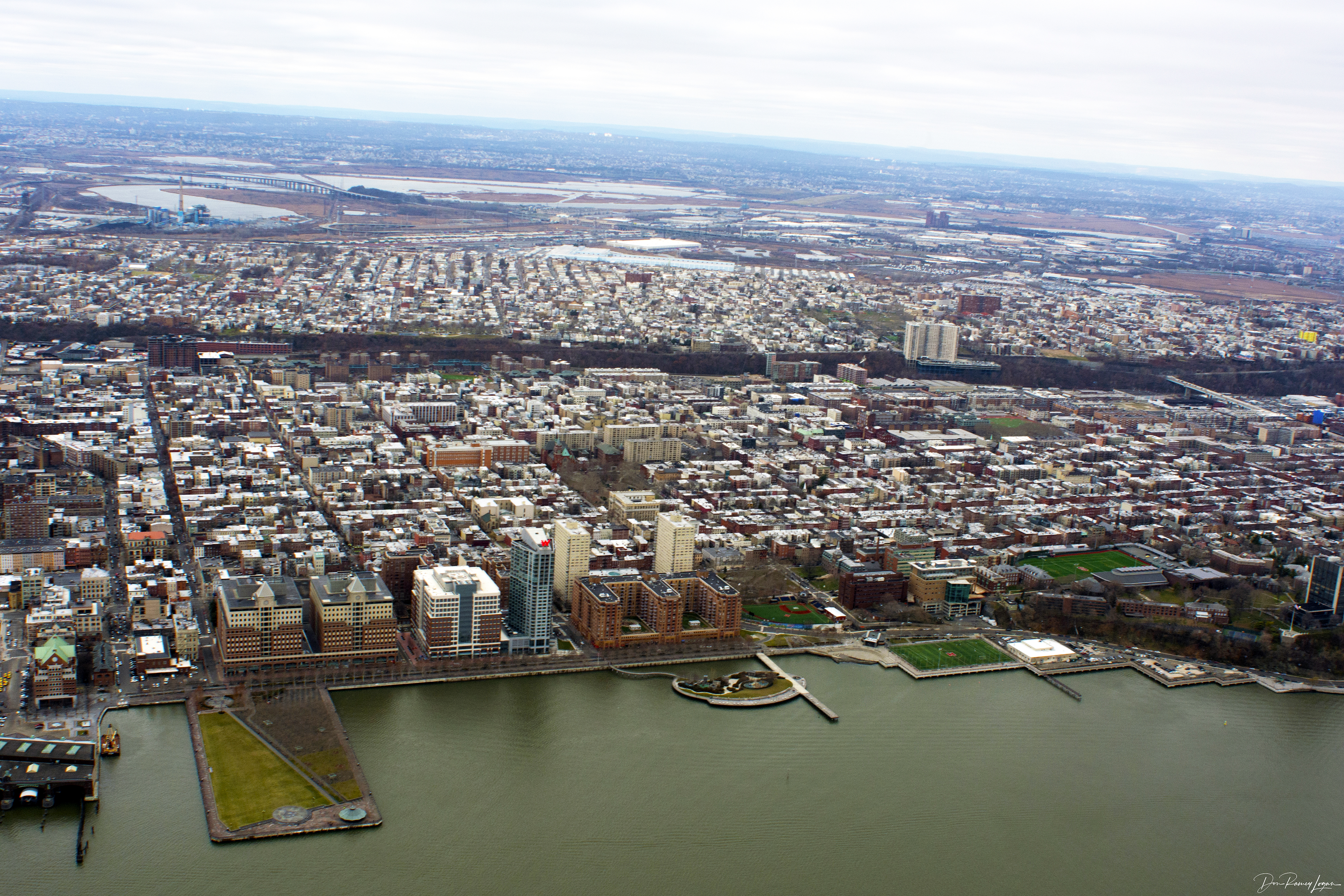
Hoboken sett från luften ovanför Hudsonfloden.

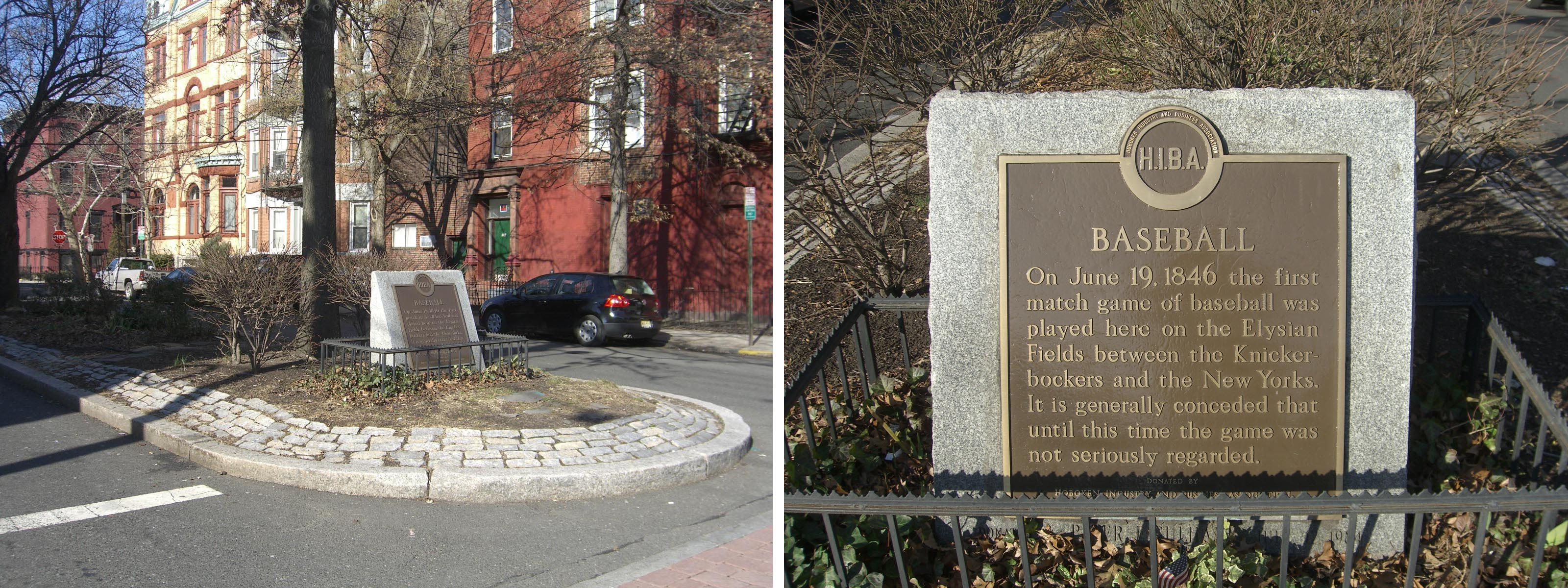
En minnestavla över den första officiella basebollmatchen 1846.

Hoboken är en stad i Hudson County i den amerikanska delstaten New Jersey. Staden är belägen i centrala delen av New Yorks storstadsregion, mitt emot Manhattan på västra stranden av Hudsonfloden, och hade 50 005 invånare vid 2010 års folkräkning.
Staden växte fram omkring New York och New Jerseys hamn, och Hobokens stora färjeterminal är fortfarande ett viktigt transportnav för resande med kollektivtrafik mellan New Jersey och Manhattan. I modern tid har området till stora delar bebyggts med modernare bostads- och affärskvarter, med en kraftigt ökande befolkning.
Hoboken är artisten Frank Sinatras födelsestad, och där finns en park och flera andra platser uppkallade efter honom.
Den 19 juni 1846 förlorade New York Knickerbockers med 1–23 mot "New York" i en match som spelades i Elysian Fields i Hoboken. Matchen betraktades länge som den första mellan två separata klubbar där man iakttog de regler som Knickerbockers antog den 23 september 1845, vilka anses vara de äldsta basebollreglerna. Denna status för matchen har satts ifråga eftersom Knickerbockers spelade flera matcher redan hösten 1845 som eventuellt var mot andra klubbar och eventuellt spelades enligt 1845 års regler och eftersom det är oklart om motståndaren "New York" verkligen var en annan klubb eller om matchen var en intern uppgörelse inom Knickerbockers.